# الفهید اگرل
اَلفهید تِرِسیا مارتین (به سوئدی: Alfhild Teresia Martin) (زاده ۱۳ ژانویه ۱۸۴۹ - درگذشته ۸ نوامبر ۱۹۲۳)، نویسنده و نمایشنامه نویس سوئدی

## زندگینامه
اَلفهید تِرِسیا مارتین در سال ۱۸۶۸ با تاجری از استکهلم به نام پَر آلبرت اَگرِل (Pehr Albert Agrell) ازدواج کرد و پس از چند سال زندگی در سوندسوال (Sundsvall) در سال ۱۸۷۶ به همراه شوهرش به استکهلم نقل مکان کرد. او با اینگه تحصیلات متعارف زمان خود را نداشت، مشکلات و مسائل اجتماعی، مخصوصاً مشکلات زنان، را با قلمی قوی و رسا می‌نوشت به‌طوری‌که مخالفان خود را نیز به تحسین وا میداشت. دهه ۱۸۸۰ فعالترین دوره نویسندگی اگرل است. اولین پیس او، نجات یافته، در این دوره به روی پرده آمد که چه از طرف تماشگران و چه از طرف منتقدان زمان، با استقبال بسیار زیادی روبرو شد. اگرل این پیس را با اسم مستعار، تیرا (Thyra)، منتشر کرد ولی بعد از آن تا مدت‌ها از اسم خودش، اگرل استفاده می‌کرد. در دهه ۱۸۹۰ مقالات طنزآمیز و انتقای خود را با اسم مستعار لویسا پترکویست (Lovisa Petterqvist) چاپ و منتشر می‌کرد. سپس در دوره‌ای که صرف زن بودن چاپ آثارش را با مشکل روبرو کرده بود به ناچار از اسم مستعار مردانه ستیگ ستیگسون (Stig Stigson) استفاده کرد. اگرل به همراه ویکتوریا بِنِدیکسون (Victoria Benedictsson) و آن شارلوت لفلر (Ann Charlotte Leffler) به نسلی تعلق داشتند که به معنی واقعی کلمه جائی برای خود در زندگی اجتماعی باز کردند، جائی که قبل از آن مناسب زنان انگا شته نمی‌شد. آثار او با مطرح کردن موقعیت اجتماعی زن در شیوه تفکر روشنفکران تأثیر به سزائی داشت. نجات یافته، اولین پیس بلند او با نمایش‌نامه عروسکخانه (Dukkehjem)، اثر هنریک ایبسن (Henrik Ibsen) مقایسه شده‌است. اگرل در نجات یافته سوالی را که در خانه عروسکی در مورد موقعیت زن مطرح شده بود یک قدم به جلو برد و نشان داد که موقعیت زن به عنوان یک انسان در روابط اجتماعی و خانواده به آن سادگی که ایبسن مطرح کرده بود نیست. اگرل از نمایش‌نویس‌ها و نویسندگان شناخته شده زمان خود است.روحش شاد

## آثار
- تصاویری از ایتالیا ۱۸۸۳
- چرا (نمایشنامه) ۱۸۸۳
- مسئله اصلی (نمایشنامه) ۱۸۸۳
- نجات‌یافته (نمایشنامه) ۱۸۸۳ (ترجمه به فارسی)
- زندگی در شهر کوچک (نمایشنامه) ۱۸۸۴
- محکوم (نمایشنامه) ۱۸۸۴
- از روستا و شهر ۱۸۸۴
- درس عبرت ۱۸۸۴
- چیزهایی که دیده نمی‌شود ۱۸۸۵
- تنها (نمایشنامه) ۱۸۸۶
- در روستا ۱۸۸۷
- بهار ۱۸۸۹
- زیر درختان کاج ۱۸۹۰
- در استکهلم ۱۸۹۲
- در یوکموک ۱۸۹۶
- از شمال ۱۸۹۸
- پیر مردان و پیر زنان در نورلند ۱۸۹۹
- اینگرید ۱۹۰۰
- شاهزاده پوم پوم ۱۹۰۱
- زمانی که ما شروع کردیم، خاطرات دوره جوانی توسط نویسندگان سوئدی ۱۹۰۲
- خیالپردازان خدا ۱۹۰۴
- طبع نورلندی‌ها ۱۹۱۰
- کتاب سامه‌ها ۱۹۱۹